# Aachener Turn- und Sportverein Alemannia 1900 2013-2014
Questa voce raccoglie le informazioni riguardanti l'Aachener Turn- und Sportverein Alemannia 1900 nelle competizioni ufficiali della stagione 2013-2014.

## Stagione
Nella stagione 2013-2014 l'Alemannia, allenato da Hans-Peter Schubert, concluse il campionato di Regionalliga ovest al 13º posto.

## Rosa
| N. |                     | Ruolo | Calciatore      |
| -- | ------------------- | ----- | --------------- |
| 1  | Germania (bandiera) | P     | Frederic Löhe   |
| 2  | Germania (bandiera) | D     | Marvin Ajani    |
| 3  | Germania (bandiera) | D     | Saša Strujić    |
| 5  | Germania (bandiera) | C     | Armand Drevina  |
| 6  | Germania (bandiera) | D     | Marco Neppe     |
| 7  | Germania (bandiera) | C     | Sascha Marquet  |
| 8  | Germania (bandiera) | C     | Florian Abel    |
| 9  | Albania (bandiera)  | A     | Abedin Krasniqi |
| 10 | Germania (bandiera) | C     | Dennis Dowidat  |
| 11 | Belgio (bandiera)   | C     | Michael Lejan   |
| 13 | Germania (bandiera) | P     | Thomas Unger    |
| 14 | Turchia (bandiera)  | D     | Nazım Sangaré   |
| 15 | Germania (bandiera) | D     | Jannik Stevens  |
| 16 | Germania (bandiera) | C     | Rafael García   |
| 17 | Germania (bandiera) | A     | Tobias Ahrens   |

| N. |                        | Ruolo | Calciatore        |
| -- | ---------------------- | ----- | ----------------- |
| 18 | Germania (bandiera)    | D     | Sven Schaffrath   |
| 19 | Germania (bandiera)    | C     | Tim Lünenbach     |
| 21 | Giappone (bandiera)    | A     | Masato Yoshihara  |
| 22 | Germania (bandiera)    | P     | Ito Mikito        |
| 23 | Croazia (bandiera)     | C     | Domagoj Duspara   |
| 24 | Germania (bandiera)    | D     | Peter Hackenberg  |
| 25 | Inghilterra (bandiera) | D     | Kris Thackray     |
| 26 | Germania (bandiera)    | D     | Jochen Schumacher |
| 27 | Germania (bandiera)    | C     | Felix Korb        |
| 28 | Libano (bandiera)      | A     | Mazan Moslehe     |
| 29 | Germania (bandiera)    | C     | Niko Opper        |
| 30 | Lussemburgo (bandiera) | C     | Raphaël de Sousa  |
| 33 | Germania (bandiera)    | D     | Marcus Hoffmann   |
| 35 | Germania (bandiera)    | P     | Cedric Wilmes     |
|    | Tunisia (bandiera)     | D     | Aïmen Demai       |

## Organigramma societario
Area tecnica
- Allenatore: Hans-Peter Schubert
- Allenatore in seconda:
- Preparatore dei portieri: Stephan Straub
- Preparatori atletici:
- Analisi video:

## Calciomercato

### Sessione estiva
| Acquisti | Acquisti          | Acquisti                 | Acquisti |
| R.       | Nome              | da                       | Modalità |
| -------- | ----------------- | ------------------------ | -------- |
| C        | Domagoj Duspara   | Goslarer                 |          |
| D        | Nazım Sangaré     | Borussia M'gladbach U19  |          |
| D        | Kris Thackray     | Qormi                    |          |
| C        | Florian Abel      | Wuppertal                |          |
| A        | Tobias Ahrens     | Rot-Weiß Erfurt          |          |
| C        | Dennis Dowidat    | Borussia M'gladbach II   |          |
| D        | Peter Hackenberg  | Magdeburgo               |          |
| C        | Felix Korb        | Alemannia Aquisgrana U19 |          |
| A        | Abedin Krasniqi   | Elversberg               |          |
| C        | Michael Lejan     | Fortuna Colonia          |          |
| P        | Frederic Löhe     | Babelsberg               |          |
| P        | Ito Mikito        | Alemannia Aquisgrana II  |          |
| A        | Mazan Moslehe     | Goslarer                 |          |
| D        | Marco Neppe       | Wuppertal                |          |
| C        | Niko Opper        | Babelsberg               |          |
| D        | Jochen Schumacher | Wuppertal                |          |

| Cessioni | Cessioni         | Cessioni                | Cessioni |
| R.       | Nome             | a                       | Modalità |
| -------- | ---------------- | ----------------------- | -------- |
| C        | Timo Brauer      | Amburgo II              |          |
| D        | Aïmen Demai      | Alemannia Aquisgrana II |          |
| C        | Armand Drevina   | Alemannia Aquisgrana II |          |
| D        | Mario Erb        | Unterhaching            |          |
| P        | Mark Flekken     | Greuther Fürth          |          |
| A        | Marcel Heller    | Darmstadt               |          |
| D        | Sascha Herröder  | Sportfreunde Lotte      |          |
| C        | Oğuzhan Kefkir   | Borussia Dortmund II    |          |
| C        | Dennis Lang      | Siegen                  |          |
| A        | Robert Leipertz  | Schalke 04 II           |          |
| C        | Kazuya Odawara   | Rödinghausen            |          |
| A        | Denis Pozder     | Vaslui                  |          |
| P        | Kevin Rauhut     | Siegen                  |          |
| D        | Sven Schaffrath  | Alemannia Aquisgrana II |          |
| C        | Dario Schumacher | Schalke 04 II           |          |
| C        | Philipp Simon    | FC 08 Düren-Niederau    |          |
| A        | Timmy Thiele     | Borussia Dortmund II    |          |
| D        | Robert Wilschrey | SC Kapellen-Erft        |          |

### Sessione invernale
| Acquisti | Acquisti      | Acquisti        | Acquisti |
| R.       | Nome          | da              | Modalità |
| -------- | ------------- | --------------- | -------- |
| P        | Cedric Wilmes | Preußen Münster |          |

| Cessioni | Cessioni | Cessioni | Cessioni |
| R.       | Nome     | a        | Modalità |
| -------- | -------- | -------- | -------- |

## Risultati

### Regionalliga

#### Girone di andata
| Arbitro: | Stegemann |

|          |           |                                     |
| Laux 54’ | Marcatori | 19’ García 40’ Sangaré 49’ Krasniqi |

| Arbitro: | Bläser |

|             |           |  |
| Dowidat 79’ | Marcatori |  |

| Arbitro: | Maibaum |

|                       |           |  |
| Riemer 10’ Jevric 81’ | Marcatori |  |

| Arbitro: | Steffens |

|                  |           |              |
| Dowidat 55’, 66’ | Marcatori | 33’ Nikolaou |

| Arbitro: | Steuer |

|                        |           |  |
| Knappmann 3’ Sawin 46’ | Marcatori |  |

| Arbitro: | Börner |

|            |           |                               |
| Marquet 8’ | Marcatori | 53’ Shapourzadeh 86’ Kotuljac |

| Arbitro: | Frömel |

|                                                 |           |  |
| Pisano 24’, 56’, 64’ Zimmermann 45’ Mühling 83’ | Marcatori |  |

| Arbitro: | Storks |

|  |           |            |
|  | Marcatori | 23’ Kreyer |

| Arbitro: | Sevinc |

|                                  |           |  |
| Weber 6’ Bouadoud 33’ Maouel 62’ | Marcatori |  |

| Arbitro: | Waschitzki-Günther |

|  |           |            |
|  | Marcatori | 80’ Löhden |

| Arbitro: | Frömel |

|            |           |                         |
| Jansen 90’ | Marcatori | 11’ Moslehe 52’ Marquet |

| Arbitro: | Altgeld |

|                         |           |  |
| Marquet 60’ Dowidat 90’ | Marcatori |  |

| Arbitro: | Rott |

|               |           |  |
| Langeneke 66’ | Marcatori |  |

| 26 ottobre 2013 14ª giornata |  | – turno di riposo |  |  |

| Arbitro: | Steffens |

|  |           |                      |
|  | Marcatori | 5’ Landers 90’ Tyler |

| Arbitro: | Waschitzki-Günther |

|                         |           |                          |
| Lamidi 17’ Voorjans 61’ | Marcatori | 33’ Marquet 66’ Krasniqi |

| Arbitro: | Storks |

|                           |           |               |
| García 34’ Schumacher 62’ | Marcatori | 80’ Wassinger |

| Arbitro: | Hüwe |

|  |           |                             |
|  | Marcatori | 12’ Marquet 55’, 84’ García |

| Arbitro: | Maibaum |

|           |           |                   |
| Lejan 39’ | Marcatori | 33’, 63’ Leipertz |

#### Girone di ritorno
| Arbitro: | Bandurski |

|             |           |                          |
| Moslehe 90’ | Marcatori | 4’ Kraus 23’, 52’ Streit |

| Arbitro: | Schäfer |

|  |           |                       |
|  | Marcatori | 70’ Opper 90’ Strujić |

| Arbitro: | Stegemann |

|                         |           |                        |
| Moslehe 82’ Marquet 84’ | Marcatori | 18’ Fritz 90’ Stöckner |

| Arbitro: | Waschitzki-Günther |

|  |           |             |
|  | Marcatori | 90’ Marquet |

| Arbitro: | Frömel |

|                                      |           |  |
| Schumacher 9’ García 70’ Stevens 75’ | Marcatori |  |

| Arbitro: | Brüggemann |

|            |           |              |
| Nauber 45’ | Marcatori | 15’ Hoffmann |

| Arbitro: | Kurtes |

|  |           |                        |
|  | Marcatori | 42’ Rodríguez 66’ Barg |

| Arbitro: | Sauer |

|  |           |             |
|  | Marcatori | 32’ Dowidat |

| Aquisgrana 22 marzo 2014, ore 14:00 CET 28ª giornata | Alemannia Aquisgrana | 0 – 0 referto | Siegen | Stadio Tivoli (5 600 spett.)\| Arbitro: \| Heien \| |
| Arbitro:                                             | Heien                |               |        |                                                     |

| Arbitro: | Heinrichs |

|                 |           |  |
| Candan 70’, 87’ | Marcatori |  |

| Arbitro: | Hüwe |

|                                   |           |                 |
| García 48’ Demai 67’ Krasniqi 90’ | Marcatori | 50’ Studtrucker |

| Arbitro: | Sevinc |

|                       |           |               |
| Bouhaddouz 38’ (rig.) | Marcatori | 81’ Lünenbach |

| Arbitro: | Stegemann |

|                          |           |                          |
| Hoffmann 19’ Marquet 72’ | Marcatori | 33’, 45’ Aydın 89’ Kenia |

| 19 aprile 2014 33ª giornata |  | – turno di riposo |  |  |

| Oberhausen 26 aprile 2014, ore 14:00 CEST 34ª giornata | RW Oberhausen | 0 – 0 referto | Alemannia Aquisgrana | Niederrheinstadion (3 384 spett.)\| Arbitro: \| Börner \| |
| Arbitro:                                               | Börner        |               |                      |                                                           |

| Arbitro: | Bläser |

|           |           |  |
| Neppe 45’ | Marcatori |  |

| Arbitro: | Jolk |

|                       |           |                 |
| Tumanan 19’ Dogan 21’ | Marcatori | 30’, 41’ García |

| Arbitro: | Steffens |

|                              |           |  |
| Marquet 13’ Moslehe 36’, 66’ | Marcatori |  |

| Arbitro: | Schäfer |

|                       |           |  |
| Hodja 23’ Asamoah 44’ | Marcatori |  |

## Statistiche

### Statistiche di squadra
| Competizione       | Punti | In casa | In casa | In casa | In casa | In casa | In casa | In trasferta | In trasferta | In trasferta | In trasferta | In trasferta | In trasferta | Totale | Totale | Totale | Totale | Totale | Totale | DR |
| Competizione       | Punti | G       | V       | N       | P       | Gf      | Gs      | G            | V            | N            | P            | Gf           | Gs           | G      | V      | N      | P      | Gf     | Gs     | DR |
| ------------------ | ----- | ------- | ------- | ------- | ------- | ------- | ------- | ------------ | ------------ | ------------ | ------------ | ------------ | ------------ | ------ | ------ | ------ | ------ | ------ | ------ | -- |
| Regionalliga ovest | 49    | 18      | 8       | 2       | 8       | 24      | 21      | 18           | 6            | 5            | 7            | 18           | 25           | 36     | 14     | 7      | 15     | 42     | 46     | -4 |
| Totale             | 49    | 18      | 8       | 2       | 8       | 24      | 21      | 18           | 6            | 5            | 7            | 18           | 25           | 36     | 14     | 7      | 15     | 42     | 46     | -4 |

### Andamento in campionato
| Giornata  | 1 | 2 | 3 | 4 | 5 | 6 | 7  | 8  | 9  | 10 | 11 | 12 | 13 | 14 | 15 | 16 | 17 | 18 | 19 | 20 | 21 | 22 | 23 | 24 | 25 | 26 | 27 | 28 | 29 | 30 | 31 | 32 | 33 | 34 | 35 | 36 | 37 | 38 |
| --------- | - | - | - | - | - | - | -- | -- | -- | -- | -- | -- | -- | -- | -- | -- | -- | -- | -- | -- | -- | -- | -- | -- | -- | -- | -- | -- | -- | -- | -- | -- | -- | -- | -- | -- | -- | -- |
| Luogo     | T | C | T | C | T | C | T  | C  | T  | C  | T  | C  | T  |    | C  | T  | C  | T  | C  | C  | T  | C  | T  | C  | T  | C  | T  | C  | T  | C  | T  | C  |    | T  | C  | T  | C  | T  |
| Risultato | V | V | P | V | P | P | P  | P  | P  | P  | V  | V  | P  |    | P  | N  | V  | V  | P  | P  | V  | N  | V  | V  | N  | P  | V  | N  | P  | V  | N  | P  |    | N  | V  | N  | V  | P  |
| Posizione | 2 | 1 | 5 | 4 | 7 | 8 | 11 | 12 | 14 | 14 | 13 | 11 | 12 | 12 | 13 | 13 | 13 | 11 | 12 | 12 | 12 | 12 | 11 | 9  | 10 | 11 | 11 | 11 | 11 | 11 | 11 | 12 | 12 | 13 | 13 | 13 | 11 | 13 |

Legenda:

Luogo: C = Casa; T = Trasferta. Risultato: V = Vittoria; N = Pareggio; P = Sconfitta.

### Statistiche dei giocatori
| F. Abel       | 20 | 0 | 0 | 0 |
| T. Ahrens     | 5  | 0 | 1 | 0 |
| M. Ajani      | 17 | 0 | 4 | 0 |
| A. Demai      | 7  | 1 | 1 | 1 |
| D. Dowidat    | 22 | 5 | 5 | 0 |
| A. Drevina    | 13 | 0 | 2 | 1 |
| D. Duspara    | 20 | 0 | 4 | 0 |
| R. García     | 32 | 8 | 4 | 0 |
| P. Hackenberg | 27 | 0 | 3 | 1 |
| M. Hoffmann   | 16 | 2 | 2 | 0 |
| F. Korb       | 0  | 0 | 0 | 0 |
| A. Krasniqi   | 18 | 3 | 2 | 1 |
| M. Lejan      | 32 | 1 | 9 | 0 |
| F. Löhe       | 35 | 0 | 0 | 0 |
| T. Lünenbach  | 14 | 1 | 0 | 0 |
| S. Marquet    | 32 | 9 | 6 | 0 |
| I. Mikito     | 0  | 0 | 0 | 0 |
| M. Moslehe    | 23 | 5 | 3 | 0 |
| M. Neppe      | 30 | 1 | 7 | 0 |
| N. Opper      | 21 | 1 | 3 | 0 |
| N. Sangaré    | 21 | 1 | 0 | 0 |
| S. Schaffrath | 0  | 0 | 0 | 0 |
| J. Schumacher | 24 | 2 | 4 | 1 |
| J. Stevens    | 24 | 1 | 0 | 0 |
| S. Strujić    | 25 | 1 | 5 | 0 |
| K. Thackray   | 10 | 0 | 1 | 0 |
| T. Unger      | 1  | 0 | 0 | 0 |
| C. Wilmes     | 0  | 0 | 0 | 0 |
| M. Yoshihara  | 8  | 0 | 1 | 0 |
| R. de Sousa   | 1  | 0 | 0 | 0 |